# Iša Krejčí

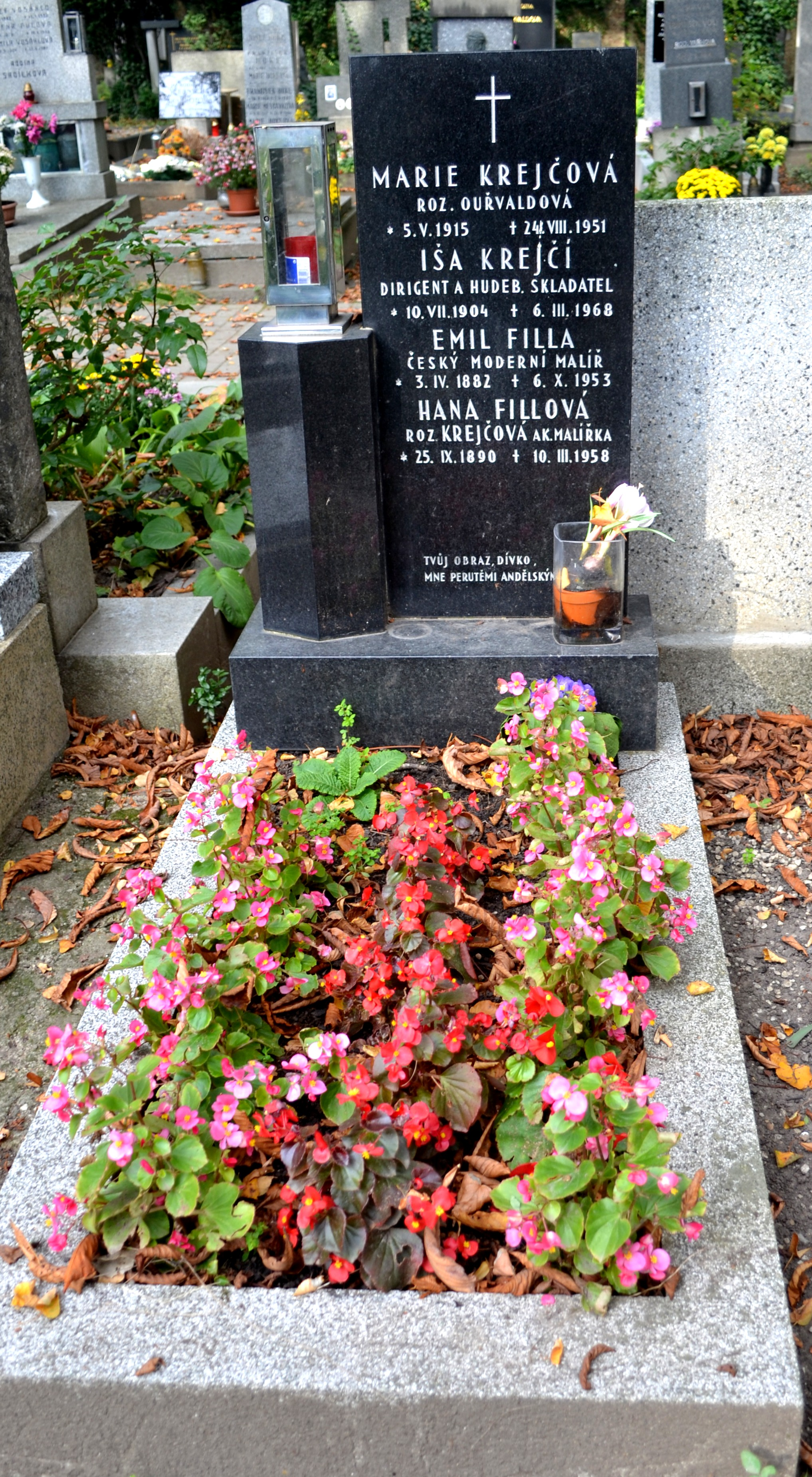
Hrob Iši Krejčího v Praze 6 – Střešovicích

Iša Krejčí, původním jménem František Krejčí (10. července 1904 v Praze – 6. března 1968 v Praze), byl český neoklasicistní skladatel a dirigent.

## Život
Byl synem filosofa Františka Krejčího. Studoval na akademickém gymnáziu, kde maturoval v roce 1923. Pokračoval ve studiu na Universitě Karlově v Praze, obor hudební věda a historie. Současně studoval skladbu na Pražské konzervatoři u K. B. Jiráka, klavír u Albína Šímy a na mistrovské škole u V. Nováka (absolvoval v r. 1929) a dirigování u P. Dědečka a V. Talicha.
Účastnil se kulturní činnosti Proletkultu a byl členem Levé fronty . Do roku 1924 byl též hudebním kritikem a publicistou a přispíval do odborného i denního tisku.
Jako skladatel scénické hudby spolupracoval po mnoho let s režisérem Jiřím Frejkou, a to již v holešovické Legii mladých, později v Divadle mladých, Osvobozeném divadle i v Národním divadle.
V letech 1929 až 1932 působil jako korepetitor v opeře Slovenského národního divadla v Bratislavě. V sezóně 1933/1934 byl neplaceným korepetitorem v pražském Národním divadle a v letech 1934 až 1945 byl zvukovým režisérem v Československém rozhlase. V období 1945 až 1958 byl šéfem olomoucké opery a od 1.12.1958 se stal dramaturgem opery pražského Národního divadla, kde setrval až do své smrti v roce 1968. V sezóně 1964/1965 byl současně i externím uměleckým poradcem opery v Českých Budějovicích .
Je pochován v rodinném hrobě na hřbitově v Praze 6 – Střešovicích, společně se svou sestrou, akademickou malířkou Hanou Krejčovou, provd. Fillovou a jejím manželem, malířem Emilem Fillou.

## Citát
Umělecká přátelství jsou podnětná pro vývoj osobnosti; Ježkovým nejbližším kamarádem ze skladatelských vrstevníků byl Iša Krejčí. Syn filosofa Františka Krejčího studoval na konservatoři rovněž skladbu, ale upozornil na sebe pronikavěji až po svém absolutoriu, na němž byla provedena jeho půvabná, drobná a dětská Kasace, v níž se spatřoval nový tón v současné české hudbě. Dožil se jí k svému upřímnému překvapení pronikavého úspěchu a stal se přes noc slavný. 
Václav Holzknecht 

## Dílo (výběr)

### Jevištní díla
- Malý balet, na námět "Pantomimy" Vítězslava Nezvala (také úprava pro komorní orchestr, 1926)
- Pozdvižení v Efesu. Opera buffa na libreto Josefa Bachtíka podle Shakespearovy Komedie omylů (1939–43)
- Antigona. Scénická kantáta podle Sofoklovy tragédie (1933)
- Temno. Operní scény podle stejnojmenného románu Aloise Jiráska (1944)

### Orchestrální skladby
- Symfonietta - divertimento (1929)
- Suita z hudby ke komické opeře (1933)
- Suita pro orchestr (1940)
- 20 variací na vlastní téma ve slohu národní písně (1947)
- 14 variací na píseň Dobrú noc – „Nénie za zesnulou choť“ (1952)
- Serenáda pro orchestr (1950)
- 1. symfonie in D (1955)
- 2. symfonie in Cis (1957)
- 3. symfonie in D (1963)
- 4. symfonie (1966)
- Malá suita pro smyčce (1967)
- Vivat Rossini. Koncertní předehra (1967)

### Koncertantní skladby
- Concertino pro klavír s doprovodem dechových nástrojů (1935)
- Concertino pro housle s doprovodem dechových nástrojů (1936)
- Concertino pro violoncello a orchestr (1940)

### Komorní skladby
- Divertimento (Kasace) pro flétnu, klarinet, trubku a fagot (1925)
- Sonatina pro klarinet a klavír (1930)
- Trio - divertimento pro hoboj, klarinet a fagot (1935)
- Trio pro klarinet, kontrabas a klavír (1936)
- Malá smuteční hudba pro alt, violu, violoncello, kontrabas a klavír na texty žalmů a básně Staré ženy Františka Halase (1933)
- Divertimento pro nonet (1937)
- Tre scherzini per pianoforte (1935), podle původního znění skladby pro flétnu a klavír z roku 1945, Su 10'

## Ocenění
- 1955 Státní cena
- 1964 titul zasloužilý umělec